# Staniuny

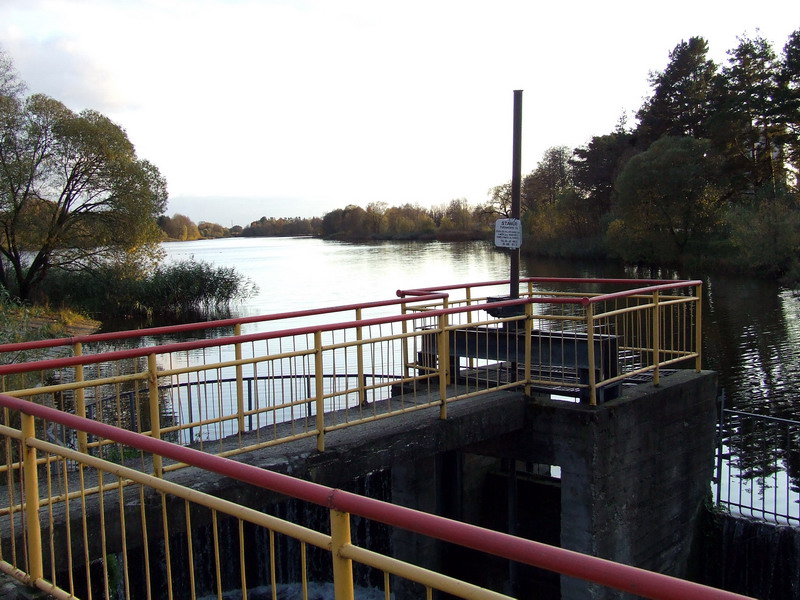
Staw w pobliżu wsi, fot. 2008 r.

Staniuny (lit. Staniūnai) – wieś na Litwie w rejonie poniewieskim. 
Przed wojną leżała w Polsce, w gminie Mielegjany.
We wsi znajduje się przedszkole i drewniany klasycystyczny dwór hr. Kayserlingków z XIX wieku.